# Partang (sockenhuvudort i Kina, Tibet Autonomous Region, lat 29,28, long 90,25)
Partang (kinesiska: Padang, 帕当, 帕当乡) är en sockenhuvudort i Kina. Den ligger i den autonoma regionen Tibet, i den sydvästra delen av landet, omkring 94 kilometer sydväst om regionhuvudstaden Lhasa. Antalet invånare är 2 947. Befolkningen består av 1 420 kvinnor och 1 527 män. Barn under 15 år utgör 26,0 %, vuxna 15-64 år 65 %, och äldre över 65 år 8,0 %.
Runt Partang är det mycket glesbefolkat, med 4 invånare per kvadratkilometer. Närmaste större samhälle är Kangxung, 16,4 km väster om Partang. Trakten runt Partang består i huvudsak av gräsmarker.
Genomsnittlig årsnederbörd är 713 millimeter. Den regnigaste månaden är juli, med i genomsnitt 262 mm nederbörd, och den torraste är november, med 1 mm nederbörd.